# Alfred Dregger
Alfred Dregger, né le 10 décembre 1920 à Münster en Westphalie (Prusse) et mort le 29 juin 2002 à Fulda en Hesse,était un homme politique allemand, membre de l'Union chrétienne-démocrate (CDU).

## Biographie
Alfred Dregger était marié et avait deux enfants.

## Carrière
Après ses études au lycée de Werl, Alfred Dregger est recruté dans la Wehrmacht allemande en 1939. Le 1er septembre 1940, il devint membre du parti nazi. Il a servi jusqu'à la fin de la guerre ; dernièrement, il commandait un bataillon avec le grade de capitaine (Hauptmann). Dès 1946, il a fait des études de droit à l'université de Tübingen et à celle de Marbourg. En 1950, il obtient un doctorat.
Alfred Dregger a commencé sa carrière professionnelle comme conseiller auprès la Fédération des industries allemandes (BDI)réference. Il fut élu maire de Fulda en 1956 et le resta jusqu'en 1970 et président du groupe CDU/CSU au Bundestag de 1982 à 1991.
Alfred Dregger a été membre de la CDU et président régional de Hesse de 1967 à 1982. Il a également siégé de 1962 à 1972 en tant que membre du Parlement de Hesse et de 1972 à 1998, il a été membre du Bundestag allemand. En 1969, il a également été élu comme membre du conseil national du Parti. Alfred Dregger était connu comme un conservateur convaincu et a été le membre le plus éminent du groupe CDU.